# Монревель, Жан I де Лабом
Жан I де Лабом (фр. Jean I de la Baume; ум. в январе 1435), граф де Монревель — савойский, бургундский и французский военачальник, маршал Франции.

## Биография
Сын Гийома де Лабома, сеньора д'Абержеман, и Константины Алеман.
Отличился в 1379 году при осаде и взятии замка Орнасьё в Дофине. В 1382 году командовал отрядами герцога Анжуйского во время неаполитанской экспедиции. 13 сентября 1383 Луи д’Анжу пожаловал де Лабому графство Синопль в Калабрии.
По возвращении из Италии Жан де Лабом находился на службе у Амедея VII Савойского, в 1389 году был пожалован в рыцари ордена Аннунциаты и назначен генеральным наместником в Брессе. Участвовал в войне графа Савойского с валезанами.
В качестве советника сопровождал герцога Анжуйского во второй неаполитанской экспедиции в 1390 году.
11 сентября 1399 назначен советником графа Савойи Амедея VIII.
17 марта 1404 произведен в рыцари ордена Дикобраза, учрежденного герцогом Орлеанским, но затем перешел на сторону герцога Бургундского, став его виночерпием, а позднее советником и камергером. Сопровождал принца в экспедиции против льежцев в 1408 году, а также в 1410 году, прибыв к королю с тремя рыцарями и 97 оруженосцами своей роты.
В 1411 году по распоряжению короля командовал в городе и замке Мо.
По возвращении в Савойю участвовал в подписании 22 июня 1413 мирного договора между графом Савойским и маркграфом Салуццо, после чего с шестьюдесятью тяжеловооруженными всадниками прибыл к герцогу Бургундскому. Тот в 1414 году снова направил де Лабома к графу Савойскому для обсуждения предложений, которые предстояло внести на рассмотрение Констанцского собора.
В 1417 году от имени герцога Савойи ездил в Германию договариваться о браке Матильды Савойской, дочери князя Ахейского, с пфальцграфом Рейнским Людвигом III.
После оккупации Парижа регент Франции Генрих V привлек де Лабома на свою сторону, передав ему 14 мая 1420 должность начальника охраны парижского превотства. Назначил советником, а 27 декабря 1420 камергером короля, с жалованием в 1000 ливров в год. 8 июля 1421 английский король назначил де Лабома губернатором Парижа, дав ему сто тяжеловооруженных всадников и сто лучников, и положив двести ливров в месяц. Наконец, 22 января 1422 в Сен-Фарон-де-Мо Жан де Лабом и Антуан де Вержи были назначены маршалами Франции, вместо сеньоров Лиль-Адана и Монберона. 3 февраля Жан де Лабом принес присягу в Парижском парламенте. Карл VII не признал этого назначения.
В феврале 1422 Лабом в качестве посла отправился в Савойю. По приказу герцога Бургундского в 1423 году с отрядом жандармов и стрелков, собранном в Шалоне, в течение двух месяцев оборонял Макон.
26 декабря 1427 герцог Савойский возвел землю Монревель в ранг графства, в 1434 воспользовался советами де Лабома при реформировании статутов ордена Аннунциаты.
Составил завещание 25 января 1435, и умер вскоре после этого. Поскольку его старший сын к тому времени также скончался, графство Монревель наследовал внук, Клод де Лабом.

## Семья
Жена (контракт 5.11.1384, Женева): Жанна де Латур, единственная дочь Антуана де Латура, сеньора де Латур-д'Иллен и Арконсьель в Швейцарии, и Жанны де Виллар
Дети:
- Жан II де Лабом, сеньор де Бонрепо, Валюфен и Пем, виночерпий герцога Бургундского с 22.12.1404, прево Парижа в 1420, советник и камергер короля. Умер раньше отца, погребен в церкви в Бонрепо. Жена (контракт 19.08.1400, Кюзо): Жанна де Шалон (ум. 1451), графиня Тоннера, дочь Луи I де Шалона, графа Тоннера и Осера, и Мари де Партене
- Жак де Лабом, сеньор д'Абержеман, великий магистр арбалетчиков Франции. Жена 1): Катрин де Тюре, дочь Жерара де Тюре, сеньора де Нуайе, и Жилетты де Колиньи; 2): Жаклин де Сессель, дама де Сандран и де Мон
- Пьер де Лабом (ум. после 1455), сеньор де Мон-Сен-Сорлен, Ла-Рош-дю-Ванель, Иллен, Боверне, Сермуайе, Атталан, и прочее. Оруженосец-стольник герцога Бургундского в 1418 году, 27 ноября того же года получил от отца землю Фоллес близ Кюзо. Жена (2.03.1424): Аликс де Люрьё, дочь Эмбера де Люрьё, сеньора де Кёй и Савиньи-ан-Ревермон, и Жанны де Сассенаж. Отец Гийома де Лабома, сеньора д'Иллен
- Антуанетта де Лабом, дама д'Атталан и Сермуайе. Муж (24.10.1403): Антуан де Сен-Тривье, сеньор де Сен-Тривье и де Сандран
- Жанна де Лабом. Муж: Клод де Сент-Амур, сеньор де Сент-Амур и Шатонёф